# Обливання кислотою

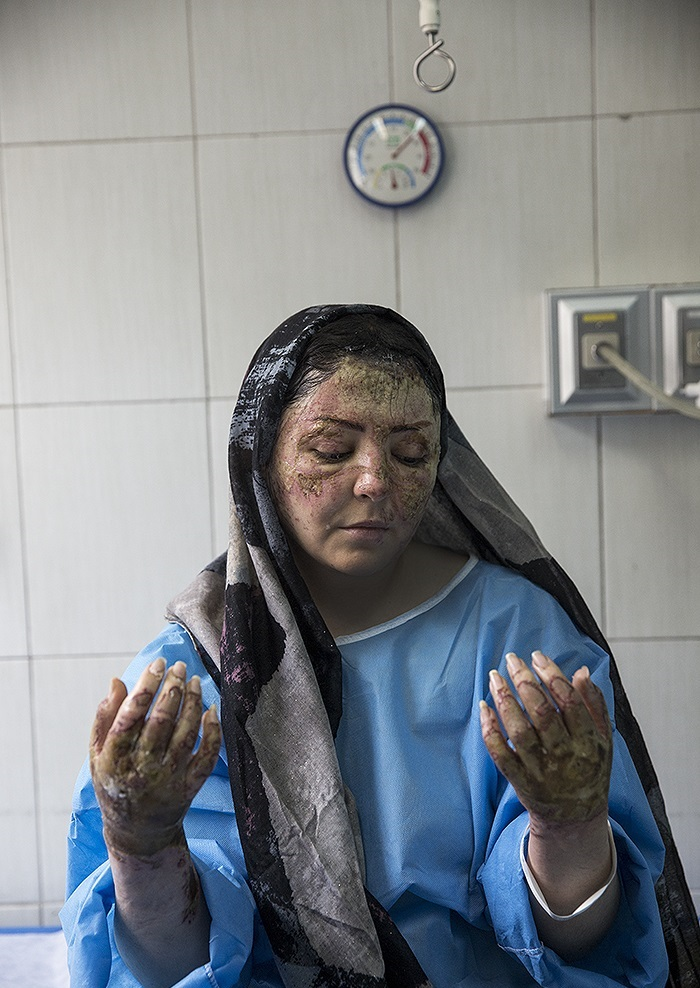
37-річня іранська жертва обливання кислотою Мар'ям під час перебування на лікуванні в Тегерані (фото — квітень 2018)

Обливання кислотою, атака кислотою (також кислотні напади, вітріольові напади, вітріоляж) — акт насильства , що полягає у виливанні на особу кислоти або інколи іншої їдкої речовини «з метою завдання спотворень, каліцтв, катування або вбивства». Справці цих злочинів здійснюють виливання їдких рідин головно на обличчя своїх жертв, спричинюючи обпікання та пошкодження шкіри, а часто оголення та навіть роз'їдання кісток.
Найчастіше для таких нападів зловмисники застосовують сульфатну та нітратну кислоти. Через меншу силу хлоридну кислоту використовують рідше. У країнах, де провадиться жорсткий контроль за обігом сильних кислот, для обливання можуть застосовувати водні розчини сильних лугів, як-от їдкий натр (гідроксид натрію).
До довготривалих наслідків облиття кислотою належать сліпота, необоротне зуродування обличчя та інших частин тіла, а також довгострокові соціальні, психологічні й економічні труднощі.
Сьогодні повідомлення про обливання кислотою надходять з різних частин світу. З 1990-х років Бангладеш є лідером за кількістю обливань кислотою та має найвищий рівень інцидентності серед жінок із 3512 постраждалими особами у період між 1999 та 2013 роками; в Пакистані й Індії інцидентність також утримується на рекордних показниках, утримуючи тенденцію до підвищення щорічно. Незважаючи на повсюдну поширеність кислотних нападів, найрозповсюдженішими вони є в Південній Азії. У Великій Британії, за даними Acid Survivors Trust International, є один із найвищих показників обливань кислотою на душу населення. За цими ж даними, у Великій Британії в 2016 році відбувся 601 напад із використанням кислоти. Понад 1200 випадків зафіксовано за останні 5 років. За період із 2011 по 2016 роки лише в Лондоні було здійснено 1464 злочини з використанням кислоти або інших їдких сполук.
Найгучнішим випадком в Україні за останній час став випадок з обливанням кислотою 31 липня 2018 року Катерини Гандзюк, яка внаслідок цього померла 4 листопада 2018 року. За декілька днів після нападу, 3 серпня 2018 року, друзі Катерини створили ініціативу «Хто замовив Катю Гандзюк». 

## Мотиви та сприйняття
Нападники часто здійснюють обливання кислотою з метою приниження, аніж убивства людини. Вважається, що у Великій Британії про такі напади, зокрема ті, що відбуваються на чоловіків, у багатьох випадках не повідомляють, і, як наслідок, багато з них не одержують свого відображення в статистичних показниках. Серед частих мотивів нападників можна виділити:
- Особистий конфлікт, що стосується інтимних відносин і відмови у статевих зносинах
- Расові мотиви
- Заздрість і хіть на сексуальному підґрунті
- Соціальні, політичні та релігійні мотиви
- Насильство бандитських угрупувань і суперництво
- Напади на соціальні меншини
- Конфлікти щодо земельної власності, свійських тварин, нерухомості та приватної власності
- Помста за відмову в розвитку сексуальних відносин, пропозиції шлюбу та виданні приданого.

Обливання кислотою часто виникають як помста жінці, що здійснила відмову пропозиції шлюбу або розвитку сексуальних відносин. Широко вважається, що нерівність статей і положення жінок у даному суспільстві, відіграє важливу роль у таких нападах, особливо в порівнянні з нападами на чоловіків.
Поширені також і напади, мотивами для яких є релігійні переконання індивіда та його соціальна або політична діяльність. Такі напади можуть бути направлені на конкретну особу через діяльність останньої або на випадкову особу через її приналежність до соціальної групи або спільноти. У Європі 2008 року відбувся напад на Констатіну Кунєву, відтак члена Європейського парламенту, що згодом здобув опис як «найбільший акт насильства супроти члена професійної спілки в Греції за останні 50 років». Зафіксовано випадки обливання кислотою студенток як покарання за відвідування навчального закладу. Надходили повідомлення і про напади на підґрунті релігійних конфліктів. Представники обох статей ставали жертвами обливань кислотою через відмову переходу до іншої релігії.
Конфлікти на підґрунті суперечок щодо приватної, земельної власності, права на спадок також фіксувались як мотиви нападів із використанням кислоти. У багатьох країнах, зокрема Великій Британії, Греції й Індонезії, відбуваються обливання кислотою на підґрунті конфліктів між бандитськими угрупуваннями.

## Епідеміологія
За даними дослідників і активістів, до країн із найвищою поширеністю нападів із використанням кислоти належать Бангладеш, Індія, Непал, Камбоджа, В'єтнам, Лаос, Китай, Велика Британія, Кенія, ПАР, Уганда, Пакистан та Афганістан. Утім напади цього типу фіксувались по всьому світу. У деяких регіонах світу майже відсутні дані про обливання кислотою, зокрема в Південній Америці, Центральній і Північній Африці, на Близькому Сході та в Центральній Азії. Попри це, країни Південної Азії мають найвищі показники інцидентності нападів із використанням кислоти.
Представники поліції Великої Британії зазначали, що багато жертв обливання кислотою бояться або не наважуються повідомити про злочин супроти них, а як наслідок дані про справжнє поширення цього злочину можуть залишатись невідомими.